# Ноймарк (Веймар)
Ноймарк (нем. Neumark) — город в Германии, в земле Тюрингия.
Входит в состав района Веймар. Подчиняется управлению Берльштедт. Население составляет 482 человека (на 31 декабря 2010 года). Занимает площадь 8,64 км². Официальный код — 16 0 71 061.